# Liga Premier de Bermudas 2015-16
La Liga Premier de Bermudas 2015-16 será la edición número 53 de la Liga Premier de Bermudas.

## Formato
En el torneo participarán 10 equipos que jugarán 2 veces entre sí mediante el sistema todos contra todos, totalizando 18 partidos cada uno. Al término de las 18 jornadas el club con el mayor puntaje se proclamará campeón y junto al subcampeón, de cumplir con los requisitos establecidos, podrá participar en el Campeonato de Clubes de la CFU 2017. Por otra parte los 2 últimos clasificados descenderán a la Primera División de Bermudas.

## Equipos participantes
| Pos.   | Equipo              |
| ------ | ------------------- |
| 1      | Somerset Trojans    |
| 2      | Dandy Town Hornets  |
| 3      | PHC Zebras          |
| 4      | Robin Hood F.C.     |
| 5      | Hamilton Parish FC  |
| 6      | Devonshire Cougars  |
| 7      | North Village Rams  |
| 8      | Southampton Rangers |
| 1 (SD) | Boulevard Blazers   |
| 2 (SD) | Devonshire Colts    |

### Ascensos y descensos
| Pos. | Ascendidos de Primera División 2014-15 |
| ---- | -------------------------------------- |
| 1    | Boulevard Blazers                      |
| 2    | Devonshire Colts                       |

| Pos. | Descendidos de Liga Premier 2014-15 |
| ---- | ----------------------------------- |
| 9    | Flanagan's Onions                   |
| 10   | Saint George's Colts                |

## Tabla de posiciones
Actualizado el 13 de octubre de 2016.
| Pos. | Equipo              | PJ | PG | PE | PP | GF | GC | DG  | Pts. | Clasificado a                                 |
| ---- | ------------------- | -- | -- | -- | -- | -- | -- | --- | ---- | --------------------------------------------- |
| 1    | Dandy Town Hornets  | 18 | 14 | 2  | 2  | 59 | 19 | +40 | 44   | Campeón y Campeonato de Clubes de la CFU 2017 |
| 2    | Robin Hood F.C.     | 18 | 10 | 2  | 6  | 37 | 26 | +11 | 32   | Campeonato de Clubes de la CFU 2017           |
| 3    | PHC Zebras          | 18 | 7  | 6  | 5  | 36 | 28 | +8  | 27   |                                               |
| 4    | North Village Rams  | 18 | 7  | 6  | 5  | 29 | 23 | +6  | 27   |                                               |
| 5    | Boulevard Blazers   | 18 | 6  | 6  | 6  | 34 | 33 | +1  | 24   |                                               |
| 6    | Devonshire Cougars  | 18 | 7  | 2  | 9  | 24 | 27 | −3  | 23   |                                               |
| 7    | Somerset Trojans    | 18 | 5  | 7  | 6  | 26 | 33 | −7  | 22   |                                               |
| 8    | Devonshire Colts    | 18 | 4  | 7  | 7  | 32 | 42 | −10 | 19   |                                               |
| 9    | Southampton Rangers | 18 | 3  | 8  | 7  | 25 | 45 | −20 | 17   | Primera División 2016-17                      |
| 10   | Hamilton Parish FC  | 18 | 2  | 4  | 12 | 23 | 49 | −26 | 10   | Primera División 2016-17                      |